# Tuusniemi
Tuusniemi är en kommun i landskapet Norra Savolax i Finland. Tuusniemi har 2 420 invånare (2021), på en yta av 699,43 km². Kommunen gränsar till följande kommuner: Heinävesi, Juankoski, Kaavi, Kuopio, Leppävirta och Outokumpu.
Tuusniemi är enspråkigt finskt.

## Politik

### Mandatfördelning i Tuusniemi kommun, valen 1976–2021
| 9 | 2 |  | 11 |  | 3 |

| 8 | 2 |  | 12 |  | 3 |

| 6 | 3 |  | 12 |  | 4 |

| 4 | 3 | 1 | 10 | 1 | 2 |

| 3 | 3 | 1 | 1 | 9 | 2 | 2 |

| 3 | 3 | 11 | 1 | 3 |

| 1 | 2 | 3 | 12 | 1 | 2 |

| 2 | 3 | 2 | 11 | 1 | 2 |

| 12 | 9 |

| 2 | 3 | 1 | 11 | 1 | 3 |

| 13 | 8 |

| 2 | 3 | 2 | 11 | 1 | 2 |

| 13 | 8 |

| 3 | 2 | 1 | 2 | 8 | 1 |

| 11 | 6 |

| 3 | 2 | 3 | 8 | 1 |

| 11 | 6 |

## Befolkningsutveckling
| Befolkningsutvecklingen i Tuusniemi kommun 1975–2020                                                         | Befolkningsutvecklingen i Tuusniemi kommun 1975–2020 | Befolkningsutvecklingen i Tuusniemi kommun 1975–2020 | Befolkningsutvecklingen i Tuusniemi kommun 1975–2020 | Befolkningsutvecklingen i Tuusniemi kommun 1975–2020 |
| --- | ---------------------------------------------------- | ---------------------------------------------------- | ---------------------------------------------------- | ---------------------------------------------------- |
| |                                                      |                                                      |                                                      |                                                      |
| År |                                                      |                                                      | Folkmängd                                            |                                                      |
| 1975 | 1975                                                 |                                                      | 4 590                                                |                                                      |
| 1980 | 1980                                                 |                                                      | 4 170                                                |                                                      |
| 1985 | 1985                                                 |                                                      | 3 949                                                |                                                      |
| 1990 | 1990                                                 |                                                      | 3 580                                                |                                                      |
| 1995 | 1995                                                 |                                                      | 3 450                                                |                                                      |
| 2000 | 2000                                                 |                                                      | 3 204                                                |                                                      |
| 2005 | 2005                                                 |                                                      | 2 998                                                |                                                      |
| 2010 | 2010                                                 |                                                      | 2 864                                                |                                                      |
| 2015 | 2015                                                 |                                                      | 2 719                                                |                                                      |
| 2020 | 2020                                                 |                                                      | 2 433                                                |                                                      |
| Anm: Uppgifterna avser förhållandena den 31 december nämnda år enligt områdesindelningen den 1 januari 2022. |                                                      |                                                      |                                                      |                                                      |